# István Csom
István Csom foi um enxadrista da Hungria, com diversas participações nas Olimpíadas de xadrez. Csom participou das edições de 1968 a  1974, 1978 a 1982 e de 1986 e 1988 tendo conquistado a medalha de prata individual em 1970 no segundo tabuleiro reserva e a de ouro em 1980 no quarto tabuleiro. Por equipes, conquistou três medalhas de prata nas edições de 1970, 1972 e 1980 e a de ouro em 1978.
Csom morreu em 28 de julho de 2021, aos 81 anos de idade.